# Hannes Mohr
Hannes Mohr (* 9. September 1882 in Wiener Neustadt; † 15. März 1967 in Wien) war ein österreichischer Geologe und Mineraloge.
Hannes Mohr studierte an der Montanistischen Hochschule in Leoben und an der Universität Wien. Ab 1910 war er Assistent an der Deutschen Technischen Hochschule in Prag. Im Jahr 1913 erhielt er die Venia legendi an der Universität Graz. Im Jahr 1926 wurde er zum Ordinarius der Deutschen Technischen Hochschule in Brünn berufen, dort war er auch Rektor. Nach dem Zweiten Weltkrieg ging er 1945 nach Wien, wo er Abteilungsleiter an der Geologischen Bundesanstalt sowie Dozent an der Technischen Hochschule wurde. Er arbeitete vor allem auf dem Gebiet der technischen Geologie, so befasste er sich mit dem Glimmer- und Magnesitvorkommen Österreichs.